# 琵琶湖運河
琵琶湖運河（びわこうんが）は、琵琶湖と敦賀湾（日本海）や大阪湾（瀬戸内海）・伊勢湾（太平洋）を繋ぐ、構想上の運河である。敦賀から琵琶湖を経由して京都や大阪に物資を運ぶ経路は古代から利用されており、古くは平安時代や安土桃山時代にも敦賀 – 琵琶湖間の運河掘削が試みられたとの伝承もある。江戸時代には敦賀 – 琵琶湖間の開削を中心に複数の計画が立てられており、近代には敦賀湾と大阪湾を繋ぐ阪敦大運河計画や大琵琶湖運河計画が、高度経済成長期には敦賀湾と伊勢湾を繋ぐ日本横断運河［中部（横断）運河などとも］の構想が持ち上がっている。その他本州横断運河などという呼称も用いられ、21世紀においても同様の計画は検討されている。このような運河計画の目的としては、水運のほか琵琶湖の水位低下による治水や新田開発が挙げられることもあった。江戸時代に短期間用いられた敦賀 – 疋田間の船川といった部分的なものを除き、これらの運河計画はいずれも実現していない。

## 背景と計画史の概要
琵琶湖唯一の流出河川である瀬田川は、宇治川・淀川と名前を変えて大阪湾に通じている。琵琶湖と大阪湾や伊勢湾との距離は約50キロメートル、日本海との最短距離は約20キロメートル、海水面と琵琶湖水面の高低差は約85メートルである。
北陸の物資は古代から、敦賀や小浜で荷揚げされた後、塩津・海津・今津から琵琶湖の水路を経た後、大津で陸揚げされて京都や大阪に運ばれてきた。しかしこの経路には、水路・陸路間の積替えのコストがかかるという欠点があり、江戸時代前期に西廻り航路が成立した後は、琵琶湖水運の地位低下が運河計画の理由に挙げられるようになった。また滋賀では琵琶湖の水位上昇による水害に悩まされてきた歴史があり、以降現代に至るまで治水も運河掘削の目的として挙げられてきた。
その後江戸時代中期には、享保の改革における新田開発奨励や田沼意次政権の殖産興業策を受け、「運河計画」の主目的は水運から新田開発へと移り、計画の内容も敦賀 – 琵琶湖間を直接運河でつなぐものから街道整備を含む交通整備へと変化している。このような計画は流通関係者や漁業関係者からの反発を受けることもあり、文化期や安政期には敦賀 – 疋田間に船川が通されたものの、陸路に対する優位性が低かったことも要因とし、いずれも長くは用いられなかった。異国船が渡来するようになった江戸末期には、西廻り航路に代わる琵琶湖経由の輸送という目的から運河計画が検討された。
日本海 – 琵琶湖間には山が聳えており、近世の土木技術によってこの間に水路を開通させることはきわめて困難であったと考えられる。その後昭和初期になると、パナマ運河のような閘門方式を採用した計画が立案されるようになり、大陸進出の国策のもと満州や朝鮮半島との交通も視野に入れられるようになる。高度経済成長期にも、第二次世界大戦後の国力回復などを目的として計画が立てられたが、その後モータリゼーションが進んだことにより水運の地位は低下した。

## 中世 – 近世初期
敦賀 – 塩津間の運河構想の歴史は、不確かなものまで含めると平安時代まで遡ることができる。これは江戸時代中期に記された橘南谿『北窓瑣談』に基づき、平清盛が嫡男平重盛に塩津から深坂を経て敦賀を結ぶ運河の掘削を命じたとされるものであるが、事実とは見做しがたく伝説の域にとどまる。

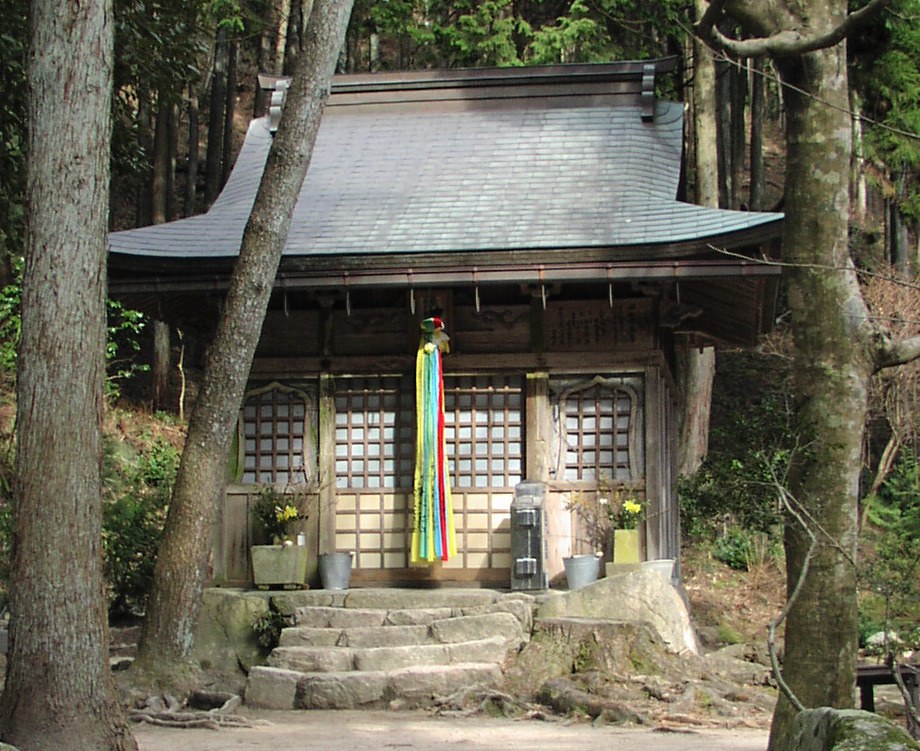
平重盛は日本海側から12キロメートルほどの地点で岩に阻まれ断念し、その箇所に地蔵尊（堀止め地蔵、別名深坂地蔵・塩かけ地蔵とも）を祀ったとされる。

伝承の域に留まるものとしては、天正13年（1585年）ごろには敦賀城主の蜂屋頼隆が、天正末期から慶長初期にかけては豊臣秀吉の命のもと同城主の大谷吉継が運河の掘削を試みたとされるものもある。

## 江戸時代

### 寛文 – 元禄
史料が残っているものとしては、京都の豪商らによる寛文・元禄年間の計画が挙げられる。まず寛文9年7月（1669年）には田中四郎左衛門が、塩津 – 新道野 – 道口 – 敦賀の経路に舟を往来させるための「川道」を付ける計画を出願し、翌年3月にも塩津 – 深坂越間は川を浚渫し、1里の陸路を経由した後、敦賀までは疋田川を利用する経路での計画を出願したものの、幕府はこれらを取り上げなかった。
その後元禄8年（1695年）、同じく京都の商人である岡嶋弥右衛門・田中屋四郎左衛門が、塩津 – 深坂間は川道に「船入」を掘り、深坂 – 敦賀間は疋田川を利用して川船を往来させる「水道」の計画を出願している。この元禄期の計画は、上述の西廻り航路開設による敦賀・大津の荷物減少を理由として挙げるとともに、塩津川口に琵琶湖と水路の水位を調整するための門樋を立て、日本海に水を流出させることで近江や淀川流域の治水にもつなげることができるとしている。寛文期の計画と異なり、この「水道」計画は幕府の関心を引き、元禄9年11月（1969年）に京都所司代の命による塩津谷の検分が行われたが、翌年6月の大津代官による現地検分は敦賀の敦賀郡19か村の庄屋らによる猛反対を受け中止となり、また七里半街道の起点である海津でも本百姓・問屋・馬借・船持らが反対しており、実現には至らなかった。

### 享保 – 天明
享保期にも運河計画は立てられており、ここでは水運から琵琶湖の水位低下を利用した新田開発へと主な目的が転じている。まず享保4年（1719年）には江戸町人中川六左衛門により出願が出されている。この計画は、深坂山の30町は陸路を利用するにもかかわらず集福寺 – 駄口間を掘り抜き深坂越に幅3間水足3尺の水路を作るともされていること、また幕府勘定奉行からの問い合わせを受け京都町奉行が近江の幕領代官に調査を命じた触書の冒頭にも江州湖水廻り新田取立度旨云々とあるいことから、船を通わし荷物賃料を下げることよりも琵琶湖の水位低下による新田開発が目的であったと考えられる。
翌享保5年12月（1720年）にも幕府の塗師蒔絵師触頭幸阿弥伊予ら5名により、同様の計画が勘定所に出願されている。これは、集福寺 – 塩津間に「堀水」を引き、沓掛 – 新道野間を掘削、刀根川 – 疋田 – 敦賀へと水を流すというものであったが、敦賀 – 刀根川および集福寺 – 塩津間は水路、沓掛 – 新道野間は陸路を利用するともされており、全経路を運河とするものではなかった。また、瀬田川の浚渫も併せて計画され、浚渫土を用いた埋め立てによる木津川・淀川・大阪河口の新田開発をも含むものであった。勘定所は大津代官へ関係各村の調査を命じたが、翌年6月に一旦却下されている。しかし享保7年閏7月（1722年）に京都・近江で大洪水が起こったことを受け、翌8月に再度の出願がなされた。幸阿弥家の代理人らは現地村民の同意を取り付けることも試みたが、琵琶湖水位の低下による漁業への悪影響と出願者らが支配を及ぼすことによる新たな問題の発生への懸念を理由とした反対に遭った。幕府の派遣した新田巡検使が塩津に到着した時点でも説得は難航しており、また幸阿弥家代理人の経費見積もりがあまりにも安く、杜撰な計画であると判断されたため、検分は中止となった。幸阿弥伊予がまもなく没したこともあり、この計画も結局立ち消えとなっている。
このほか天明5年（1785年）にも運河計画が立てられたとされてきたが、杉江 (2007b, pp. 72f.) はこれを、新田計画の一部として琵琶湖の水位を低下させるための水路計画であったと見做している。

### 文化 – 天保
文化8年（1811年）には、大浦と山中の問屋により大浦川を経由する経路での計画が立てられたが、塩津や海津の反対を受け見送りとなった。
その後文化13年3月27日（1816年4月24日）より、前年の幕府役人による複数回の検分の後、大坂の豪商錺屋六兵衛を出資者、小浜藩家老三浦勘解由左衛門を普請奉行として、疋田 – 敦賀間に幅9尺の船川を掘る工事が開始された。これに伴って敦賀には船川会所が、疋田の蔵屋敷には船を回転させるための船溜まりが作られ、翌文化14年8月11日（1817年9月21日）より船の運行が開始された。同月25日よりさらに上流への掘削が開始され、一旦追分の上まで完成したものの、閏8月4日の暴風雨により船川の6割が破壊され、同月6日の掘削再開後どこまで掘り進められたのかは不明である。この疋田 – 敦賀間の船川は、北国の米の運搬に用いられるなどそれなりの活況をもたらしたとされるが、その後敦賀馬借座の訴願を受け、天保5年12月（1834年）には廃止された。

### 安政 – 文久
運河の計画としては安政4年（1857年）のものも知られている。これは遅くとも『京都御備之御趣意』が京都町奉行に出願された嘉永7年2月17日（1854年3月15日）には検討が開始されていたものとされ、この時点ですでに海津・大浦・塩津の3か村から、北国からの荷物の通線路がいずれになっても不服がない旨の同意が取り付けられていた。この『御趣意』の出願者（敦賀町人数名）・同意者（問屋仲間ら）・出資者（京都の町人で小浜藩御用達の小林金三郎・京都の糸割符村瀬孫祐）らは、小浜藩と関係が深かったものの、藩は表舞台には出ていない。これに対して彦根藩は、彦根城の要害への支障・米の価格低下・宿場の衰退といった損害を自藩が被り、柳ケ瀬関（彦根藩所管）・剣熊関（郡山藩所管）の趣意にも関わるとし、反対を唱えた。京都町奉行や小浜藩関係者の現地検分を経て、安政3年12月13日（1857年1月8日）には京都所司代が京都町奉行に対して「掘割一條」の許可を出したが、これは敦賀 – 琵琶湖間の運河計画ではなく、敦賀 – 疋田間の船川整備（船川と船溜まりは文化期のものを再利用）と深坂越の道整備の計画であった。彦根藩は計画の中止・延期を求めて様々な運動を進めたが、越前側では小浜藩が安政4年2月（1857年）以降順次船川普請（敦賀・鵜原・下道口）・道普請（追分 – 深坂峠）を実施し、近江側でも3月から深坂峠の道普請が、5月からは大浦の船川普請が行われ、敦賀 – 疋田間および山門 – 大浦間は水路、疋田 – 山門間ないし疋田 – 塩津間は陸路を用いる経路が整備された。この内新たに開削されたのは、山門村字茶屋 – 大浦村出郷字稲田の区間である。七里街道に通じる海津ではなく大浦が選ばれたのは、川船の通行に適していると判断されたためと考えられる。敦賀 – 疋田間の船川は曳舟の人夫を多く必要とするため陸路に対する優位性が低く、文久年間の深坂越開削計画に関する報告の時点で、すでに通船は中止となっていた。

### 慶応

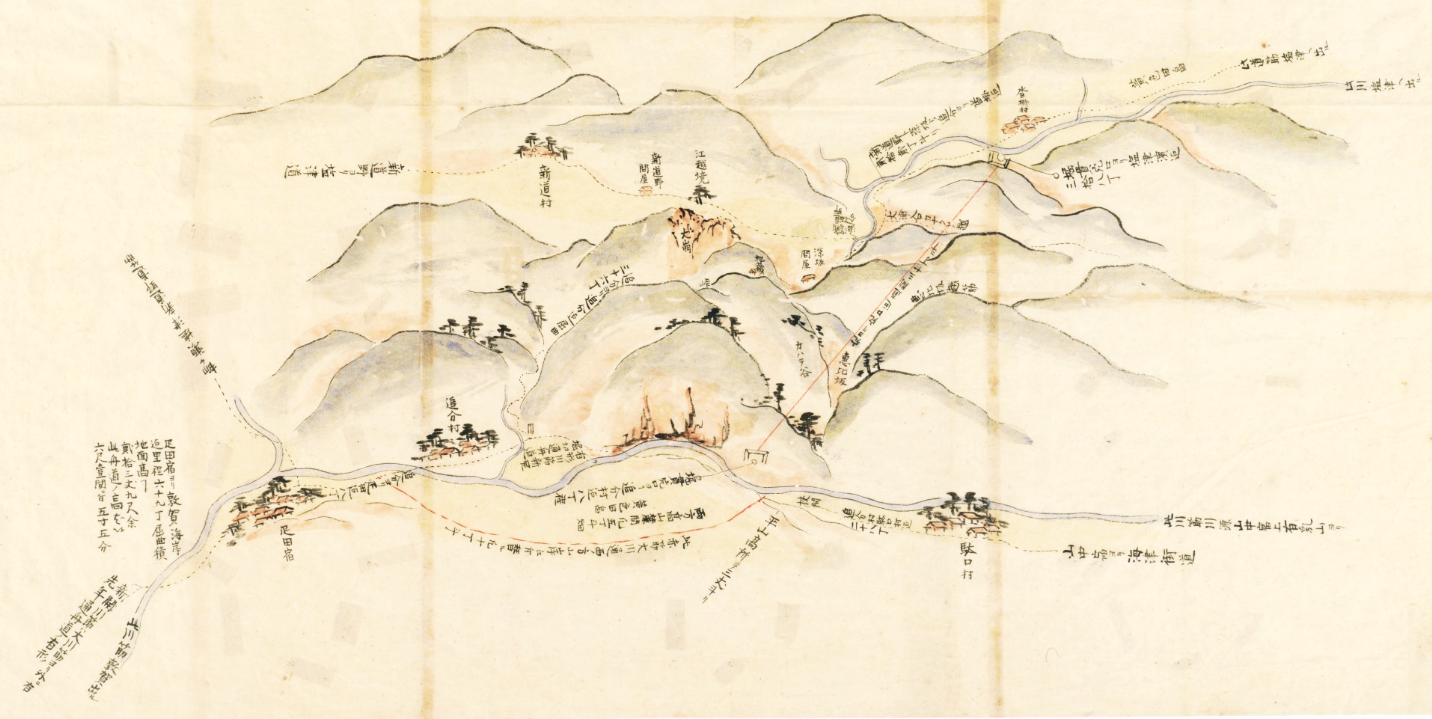
小沢一仙「敦賀・琵琶湖間運河計画図」慶応3年（高樹文庫「石黒信由関係資料」、射水市新湊博物館所蔵より）。

慶応年間には、加賀藩による計画と小沢一仙による計画の2つが並行して進められた。
加賀藩は、慶応2年12月16日（1867年1月21日）に幕府から単独事業の許可を得、翌慶応3年2月から4月にかけて石黒信基らを派遣し敦賀 – 琵琶湖間6経路につき詳細な測量を行った。この際、安政期の計画にも関わった深坂問屋の小林金三郎が案内・図面提供を行っている。
小沢一仙は、慶応2年8月（1866年）幕府に対し、敦賀 – 琵琶湖間に運河を掘り瀬田川を通じ京都・大坂まで船を通すことにより前述の西廻り航路の不安を解消できるという『江湖切割』の建白書を提出、幕府の指示により加賀藩に計画を示し敦賀周辺を検分の後、慶応3年5月（1867年）加賀藩に計画書と絵図を提出している。この絵図には、深坂峠の隧道も示されている。
このほか幕末のものとしては、大阪湾が異国船に占領された場合の対策として琵琶湖 – 伊勢湾間を結ぶとする計画が彦根藩に残されている。

## 近代
明治5年には吉田源之助が、敦賀 – 琵琶湖間に運河を掘削し淀川を経由して敦賀 – 大阪間を汽船で結ぶという「阪敦運河」計画を立案、熱心に請願活動をおこなった結果1905年（明治38年）に貴族院で採択されたものの、日露戦争中であったことなどから実現には至らなかった。その後1924年（大正13年）には源之助の子で陸軍大尉の吉田幸三郎が、「阪敦大運河計画」を発表した。この計画には、敦賀 – 塩津間の水路掘削だけでなく、大津 – 京都間の逢坂山のトンネル掘削と淀川右岸の水路掘削も含まれており、3000トン級の汽船や4000トン級の軍艦の通船を可能とするとともに、琵琶湖の水位を半分ほどにまで下げて干拓地を開墾するいう構想であった。
1933年（昭和8年）には、琵琶湖疏水の築造にも携わった土木技師の田邊朔郎が、敦賀 – 塩津間に幅85メートル・水深10メートル規模の運河を掘削し、1万トン級の船舶を日本海 – 大阪湾間に通すという「大琵琶湖運河計画」を発表。敦賀 – 琵琶湖間の水位調整には閘門方式を採用するとし、その動力源として運河沿いに4箇所の水力発電所を建設することも計画された。敦賀 – 琵琶湖間の工費は2億1800万円、淀川の改修工事を含めた総工費は5億7665億円、工事期間は約10年と試算されていた。田邊はこの計画について、羅津 – 大阪間を門司経由に比して5 – 10時間ほど短縮できるなど満州や朝鮮半島と京阪の工業地帯との物流ネットワークの整備拡張に繋がり、淀川周辺に工業地帯を作ることで京阪地域の経済生産力にも寄与すると述べている。1935年（昭和10年）には、田邊案と同様の効果を謳い同案よりも建設費用がかからないとする艀鉄道（鉄道に艀を乗せて運ぶ方式）も谷口嘉六と宮部義男により提案されたが、戦局の悪化により実現しなかった。

## 高度経済成長期
第二次世界大戦後の高度経済成長期にも日本海と太平洋をつなぐ日本横断運河構想が持ち上がっている。これは揖斐川と琵琶湖を利用して伊勢湾と敦賀湾とを運河で結び、3万トン級の大きさの船舶を通そうという計画であった。中京地域を中心に議論が進められ、中部運河の仮称で呼ばれていたほか、中部横断運河とも呼ばれる。

### ルート
この構想における運河のルート案の一つは、次のようなものだった。伊勢湾岸から約25キロメートルの区間は揖斐川を利用し、その地点（岐阜県内）から滋賀県長浜市（当時の長浜市域）北方の琵琶湖岸までの約44キロメートルの運河を開削。そこから塩津（当時西浅井村）まで約20キロメートルは琵琶湖上を利用し、塩津から敦賀湾岸までは約19キロメートルの運河を開削するもの。全長約108キロメートルとされた。伊勢湾 – 揖斐川 – 姉川 – 琵琶湖 – 塩津 – 敦賀ルートの総工費は、 2500億円から3500億円とされた。
その他に、揖斐川に岐阜港を設け、トンネル方式で琵琶湖を通らず敦賀湾につなげるルートが運輸省で検討された。

### 計画の経緯
1959年のセントローレンス海路開通により日本でも運河の認知が高まり、北栄造福井県知事が積極的な姿勢を示したことから本格化した。当初は敦賀湾から琵琶湖を経て大阪湾とつなぐ阪敦運河構想だったが、平田佐矩四日市市長などの推進により、揖斐川と姉川を経由するルートで計画が進むこととなった。
計画の経緯は、次のようなものだった。1961年（昭和36年）5月、当時自由民主党副総裁であり岐阜県出身者でもある大野伴睦が三重県四日市市を訪れた折、平田佐矩市長から大運河構想を聞き、それについての協力を要請された。9月13日、北伊勢工業地帯開発協議会において、運河建設の可能性を検討するための調査をパシフィックコンサルタンツに依頼すること、調査費は愛知・三重・岐阜・滋賀・福井の5県で分担することなどが話し合われた。
調査の結果は、1962年（昭和37年）1月に発表された。1962年（昭和37年）8月、5県の知事と四日市・名古屋・敦賀の3市長により「中部運河計画協議会」が結成された。また、5県選出の国会議員により「中部運河建設促進議員同盟」が結成され、大野伴睦が会長に就いた。大野は「私の政治生命をかけて運河完成に努力する」と言明した。日本国政府の昭和38年度予算には、1000万円の調査費が計上され、これは昭和39年度予算では倍増された。
ところが、1964年（昭和39年）の大野の急死、昭和40年代の海運不況、さらには経済効果に対する疑問のため、構想の気運は減じていくこととなる。1970年には中部圏開発整備本部が調査の打ち切りが発表され、運河計画は実現に至らなかった。

### 期待された効果
計画が実現すると、伊勢湾と敦賀湾との間を航行するのにかかる時間は、関門海峡を経由する航路の36時間に対して、北行きで14時間、南行きで20時間と半分程度に短縮されるはずであった。また、時間短縮効果以外にも、内陸県の岐阜県と滋賀県が海に直結する、太平洋側に比べて発展の遅れた日本海側の発展を促進する、琵琶湖の増水被害を減少させる効果があるとされた。

## 1990年代以降
1993年（平成5年）には、敦賀から大阪湾に運河を整備する構想の検討がなされた。1250トン級の船舶を想定し、総延長は157キロメートル、総事業費はおよそ2千億円と試算された。敦賀 – 大浦 – 琵琶湖 – 天ヶ瀬ダム - 枚方 – 淀川 – 大阪湾に運河を整備し、8段の閘門と2箇所のインクライン、1箇所のトンネルが考えられていた。
2016年（平成28年）9月には、自民党福井県連が「一億総活躍社会」関連施策の同県における目玉として、「本州横断運河構想」の検討会を立ち上げている。これは、敦賀湾 – 琵琶湖間と琵琶湖 – 大阪湾間に運河を整備する構想であり、増加が予想される海外からのクルーズ船による観光需要などを想定しているという。